# Pseudopostega serrata
Pseudopostega serrata là một loài bướm đêm thuộc họ Opostegidae. It is widespread
in Costa Rica up to elevations of 1,520 mét. Nó cũng được tìm thấy ở Ecuador và miền nam Panama.
Chiều dài cánh trước là 2.3-3.4 mm. Adults are mostly white. Con trưởng thành bay through much of the year in Costa Rica, with known records from tháng 1, tháng 3, tháng 4, tháng 5 và từ tháng 7 đến tháng 9. There is one record for tháng 1 in Ecuador và tháng 3 in Panama.